# Bandad myrtrast
Bandad myrtrast (Chamaeza mollissima) är en fågel i familjen myrtrastar inom ordningen tättingar.

## Utseende och läte
Bandad myrtrast är en kompakt brun fågel med en knubbig svart näbb. Fjäderdräkten är varmt rödbrun med kraftig svartvit tvärbandning på undersidan, ansiktet och i ett ögonbrynsstreck. Den utdragna sången består av en accelererande serie av låga hoande ljud.

## Utbredning och systematik
Bandad myrtrast förekommer lokalt i Anderna och delas in i två underarter med följande utbredning:
- C. m. mollissima – Colombia, Ecuador och norra Peru
- C. m. yungae – sydöstra Peru (Cusco) och norra Bolivia (Cochabamba)

## Levnadssätt
Bandad myrtrast hittas i tät bergsskog. Där promenerar den på marken, vippande upp och ner på stjärten för varje steg. Arten är mycket skygg och hörs långt oftare än den ses.

## Status och hot
Arten har ett stort utbredningsområde, men tros minska i antal, dock inte tillräckligt kraftigt för att den ska betraktas som hotad. Internationella naturvårdsunionen IUCN listar arten som livskraftig (LC).